# Steinerne Lahn
Die Steinerne Lahn ist ein Berg im Bezirksteil Hadersdorf-Weidlingau im 14. Wiener Gemeindebezirk Penzing. Er hat eine Höhe von 448 m ü. A.
Der Berg im nördlichen Wienerwald befindet sich im Nordosten des Bezirkteils Hadersdorf-Weidlingau knapp an der Grenze nach Neuwaldegg und Dornbach. Mit seinen flach ansteigenden Flanken und der bewaldeten Kuppe bietet er kaum landschaftliche Reize und wird daher als Wanderziel auch selten begangen. Aus der Steinernen Lahn entspringt die Als, die im Oberlauf auch Dornbach genannt wird. 